# Cachiyuyo (Chile)
Cachiyuyo es una localidad ubicada en la provincia de Huasco, en la Región de Atacama (Chile), a más de 60 km de Vallenar, la ciudad más cercana y de la que depende administrativamente, y a 10 km al sur de la localidad de Domeyko.
Según el censo de 2002, su población se estima en alrededor de 200 habitantes, quienes reciben el gentilicio de «cachiyuyanos». Sus principales actividades económicas son la producción de ganado caprino y el trabajo de los mineros pirquineros.

## Toponimia

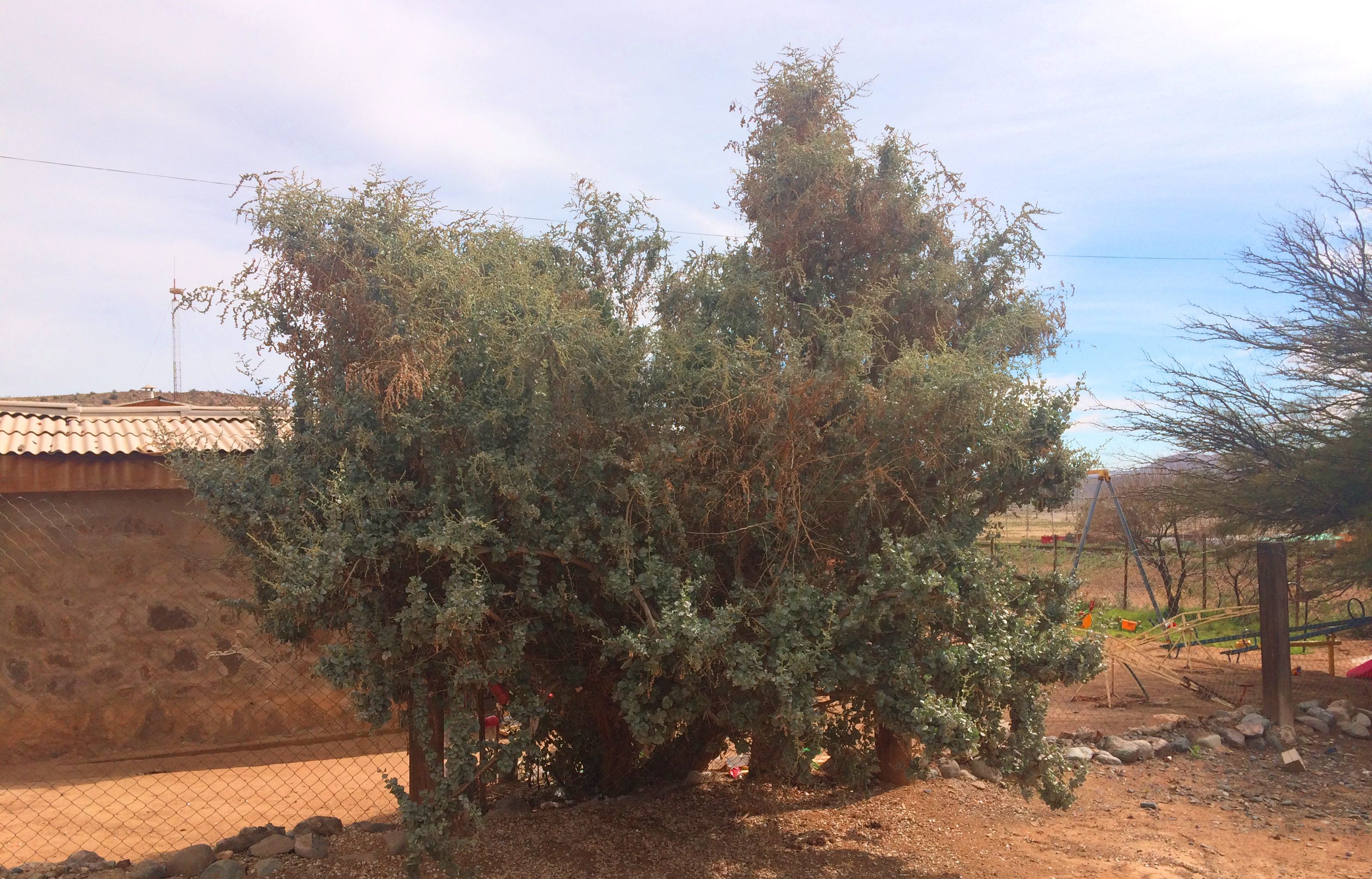
Arbusto que originó el nombre «Cachiyuyo».

Su nombre se debe a la denominación quechua (kachi, 'sal', y yuyu, 'planta') de un arbusto de hojas carnosas y duras usado como forraje, con cualidades nutritivas, medicinales y alimenticias.

## Historia

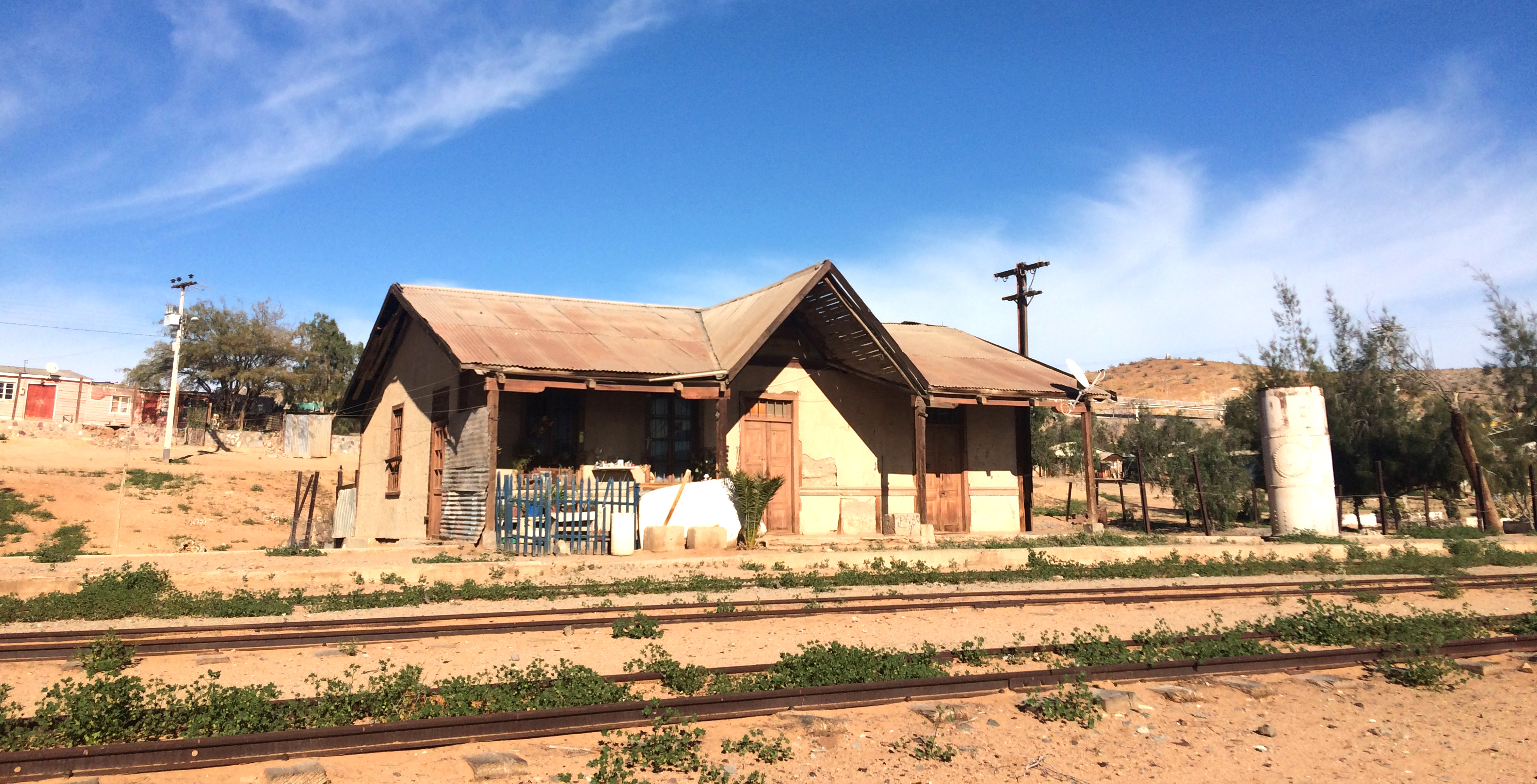
Estación de ferrocarril de Cachiyuyo.

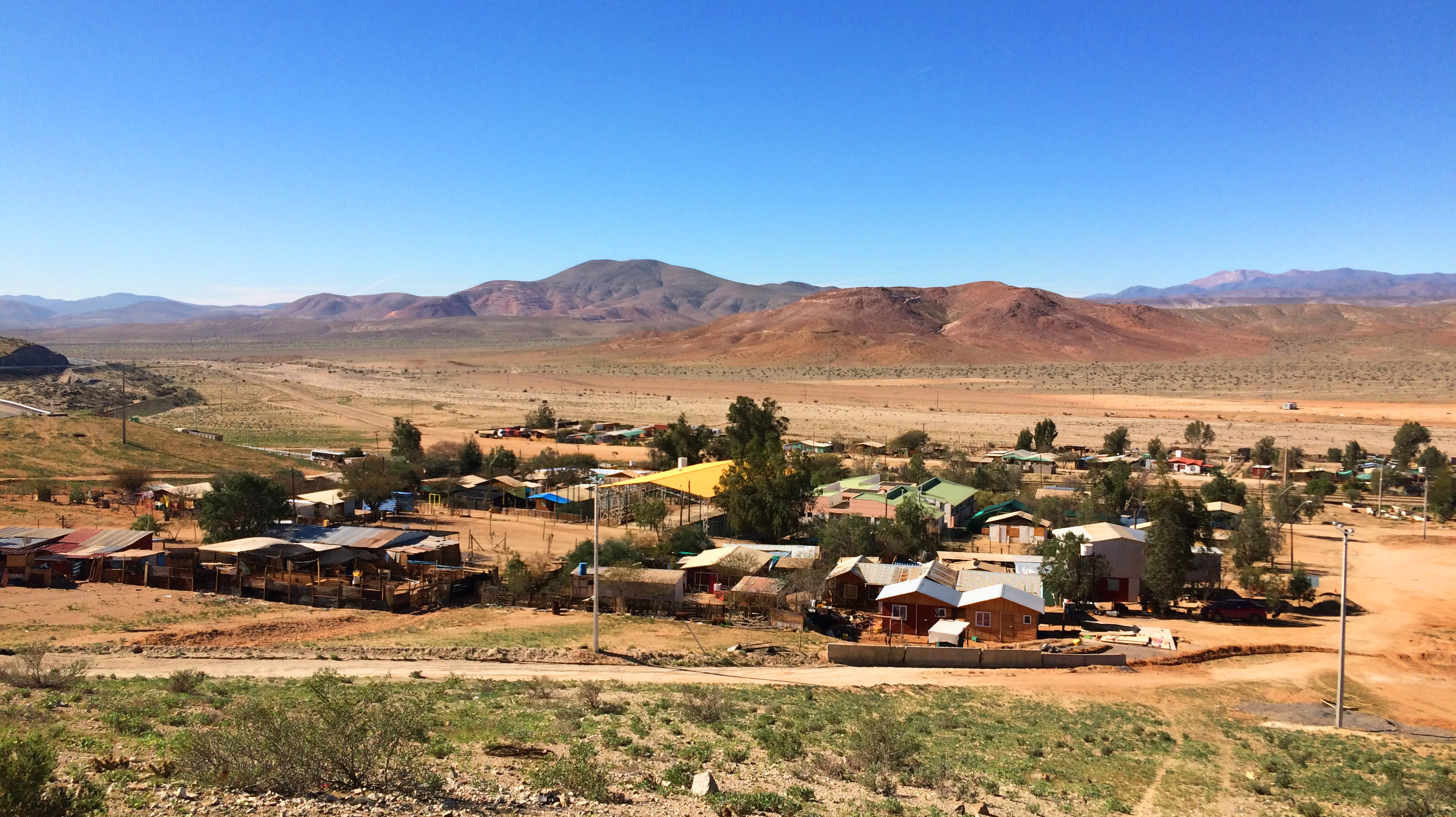
Vista panorámica del poblado.

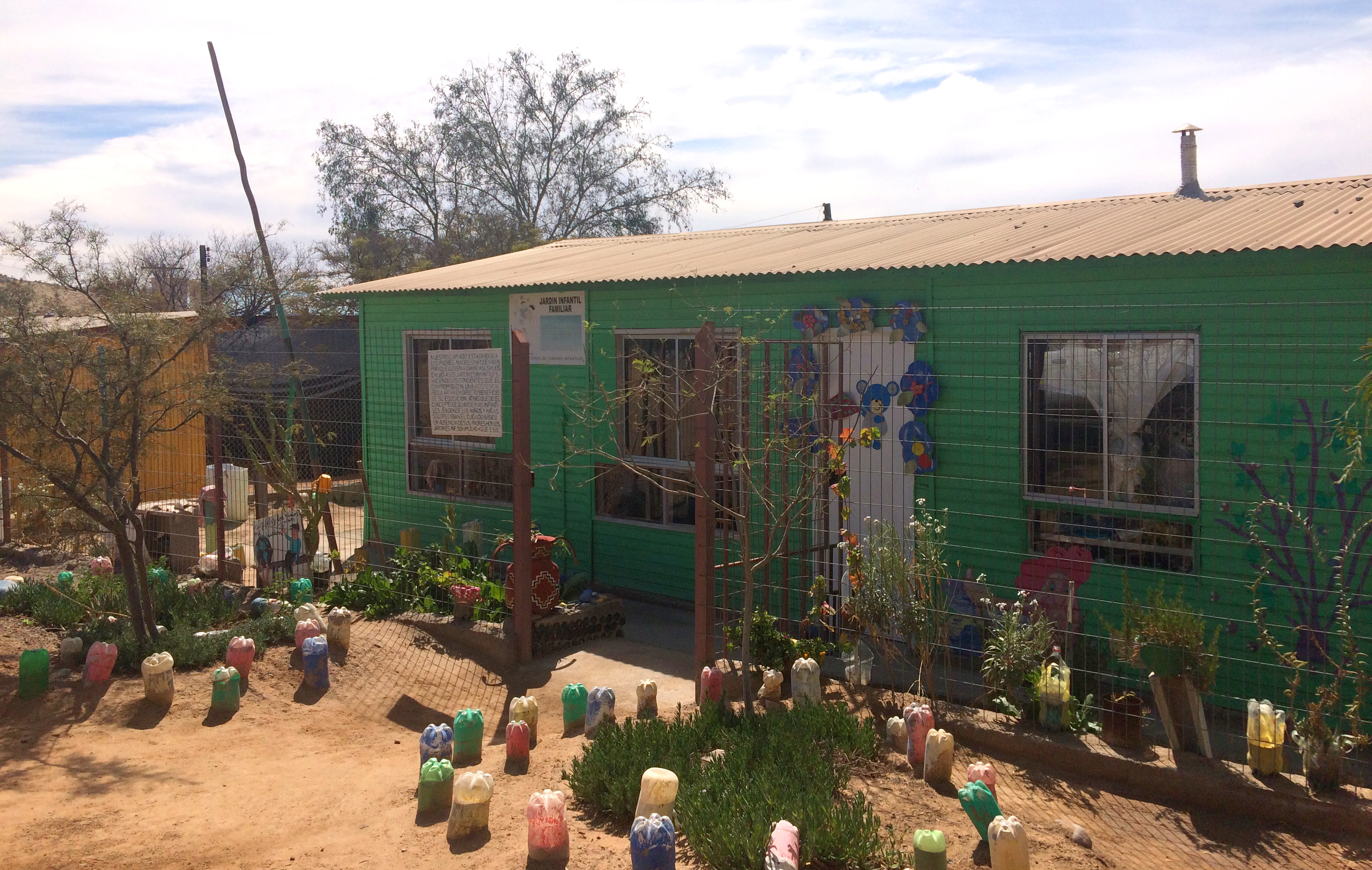
Jardín familiar que atiende a los menores del caserío.

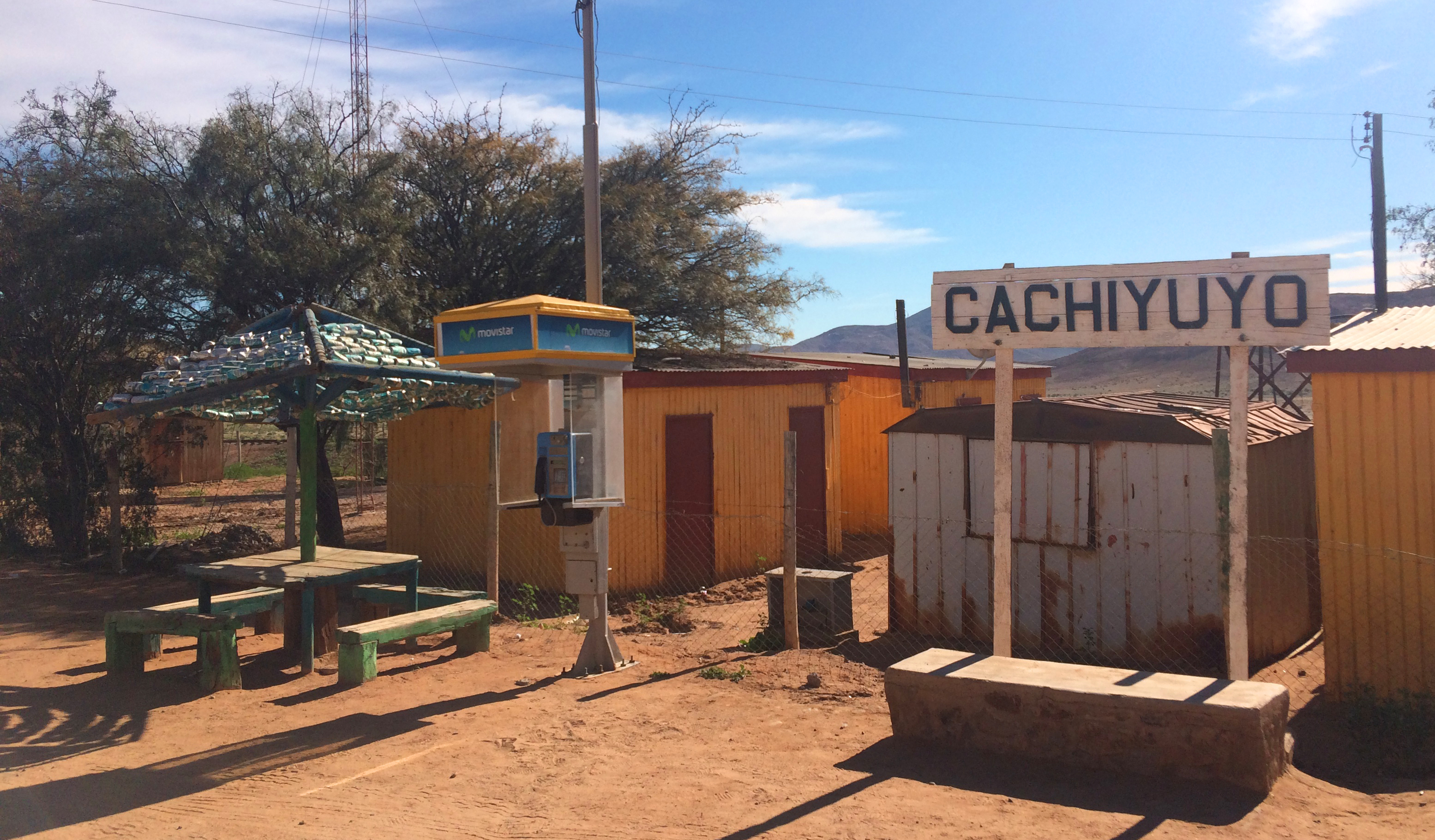
Primer teléfono público de Cachiyuyo.

En sus alrededores se han encontrado vasijas diaguitas con sus colores típicos —blanco, negro y rojo—, vestigios de los antiguos pobladores. También se han hallado antiguos cementerios y restos de material lítico (puntas de flechas, raspadores, collares y tembetá) en un oasis, cerca del poblado El Escorial, en el cerro Los Infieles, al sur de la localidad, y en la Aguada Aracena, hacia la costa. Según el historiador e investigador Alberto Tapia, originario de la localidad de Domeyko, también se han encontrado numerosos restos de la cultura molle en las cercanías del pueblo.
Los primeros habitantes del lugar llegaron motivados por la recolección de la algarrobilla, arbusto que se convirtió en un valioso recurso económico pues era una de las materias primas principales para la fabricación de tinta y requerida por comerciantes alemanes. Posteriormente, los primeros en establecerse en el poblado fueron miembros de la familia Tirado, que vivía en El Escorial dedicada a la fundición de cobre, oro y plata, minerales traídos de las minas San Antonio del Huasco y de la Mina Verde. Ese asentamiento minero agrícola fue atrayendo a más pobladores, entre ellos la familia Cuadra Alquinta, que se hizo cargo del asentamiento y continuó en el oasis, convirtiéndolo en una quinta con vides y árboles frutales.[cita requerida]
Este pueblo se hizo conocido a través de un comercial de la Compañía de Teléfonos de Chile grabado en diciembre de 1989 y emitido posteriormente en enero de 1990.
Según el censo de 2002, su población se estima en alrededor de 200 habitantes. Cachiyuyo es también conocido como el «pueblo de los 220 amigos» debido al letrero ubicado en el acceso sur de la Ruta 5 Norte que da la bienvenida en diez idiomas a los visitantes.

### Estación ferroviaria
La construcción de la estación data del periodo 1913-1914, cuando se materializó el cambio de la estación de ferrocarriles desde El Escorial al sector de Cachiyuyo. La estructura fue originalmente construida en madera de pino Oregón y ramas del arbusto espinoso acacia caven o churqui y revestida con greda y paja, al estilo de la época. La estación marcó el nacimiento del caserío.
El 27 de agosto de 1996 la estación fue declarada Monumento Histórico por el Ministerio de Educación de Chile, y el 13 de julio de 1982 fue declarada Monumento Nacional por el decreto 478.

## Administración
Cachiyuyo depende administrativamente de la comuna de Vallenar y pertenece a la provincia de Huasco en la Región de Atacama.
Junto con las comunas de Caldera, Tierra Amarilla, Vallenar, Freirina, Huasco y Alto del Carmen integra el Distrito Electoral N.º 6, actualmente representado en la Cámara de Diputados por Alberto Robles y Yasna Provoste. También integra la 3.ª Circunscripción Senatorial, representada por Isabel Allende y Baldo Prokurica.
A nivel local, la junta de vecinos n.º 21, a través de sus representantes, es la encargada de organizar y apoyar a los vecinos en las distintas actividades culturales o sociales. También hay clubes deportivos, y centros culturales y religiosos.[cita requerida]

## Actividades económicas
Las principales actividades económicas de Cachiyuyo son la producción de ganado caprino y el trabajo de los mineros pirquineros. Además, entre marzo y junio se realizan labores de deshidratación de ajíes y uva para pasas.

### Educación
En 1920 se estableció la primera escuela (G- 73), que contaba, como hoy, con un profesor y donde se impartió educación gratuita. Con el tiempo, el establecimiento cesó sus funciones. En la actualidad hay un jardín infantil familiar y una escuela, «Hernán Aravena», que atiende a niños hasta sexto básico. Ha obtenido buenos resultados en la medición de la calidad de la educación que aplica el Ministerio de Educación a los estudiantes de enseñanza básica y media.

## Medios de comunicación

### Del primer al último teléfono público de Chile
La llegada del primer teléfono público en 1989 marcó un hito tanto a nivel comunicacional como social en Cachiyuyo. Al año siguiente, la entonces Compañía de Teléfonos de Chile (CTC), hoy Movistar, dio a conocer un aviso publicitario que hizo que el pueblo fuera conocido en todo Chile. En 2012 se realizaron desde ese teléfono aproximadamente 809 llamadas y se recibieron 687. La empresa ha decidido conservarlo debido a la notoriedad alcanzada por dicha publicidad a través del tiempo, siendo a partir del 28 de diciembre de 2023 el último teléfono público que queda en Chile.
En 2024, la periodista Constanza Aguilar Albarrán publicó una crónica titulada El día en que los teléfonos públicos dejaron de llamar, en la que se documenta el apagado definitivo de la telefonía pública en Chile y destaca el valor simbólico de la cabina de Cachiyuyo como último vestigio en funcionamiento. A través de relatos de ex telefonistas, dirigentes sindicales y habitantes del pueblo, la autora reconstruye la memoria colectiva asociada a la telefonía pública y subraya el papel que jugó el teléfono de Cachiyuyo tanto como hito comunicacional como elemento identitario. La cabina, junto con una instalada en la Torre Telefónica de Santiago (ex CTC), se mantiene hasta hoy como testimonio tangible de una era que llegó a su fin.

### Televisión, radio e Internet 4G
La localidad cuenta con diversas señales de radio y televisión. Entre las que están operativas en la zona se encuentran Televisión Nacional de Chile, Radio Enlace de Domeyko, La Nostálgica, diferentes tipos de cables, telefonía Movistar, Internet y teléfono público.[cita requerida]
En agosto de 2015 se terminó el despliegue de conectividad 4G de la banda 2600 MHz y se implementó un nuevo servicio experimental 4G sobre banda de 700 MHz. Esta señal permitirá alcanzar velocidades diez veces superiores, llegando en condiciones óptimas a los 50 Mbps, lo que mejorará la navegación en Internet, la visualización de videos, películas y streaming a través de la telefonía móvil. Además, significará mejorar la calidad de vida, potenciar emprendimientos, integrar la tecnología en la educación y optimizar la conectividad en temas de salud y emergencias.

## Lugares de interés

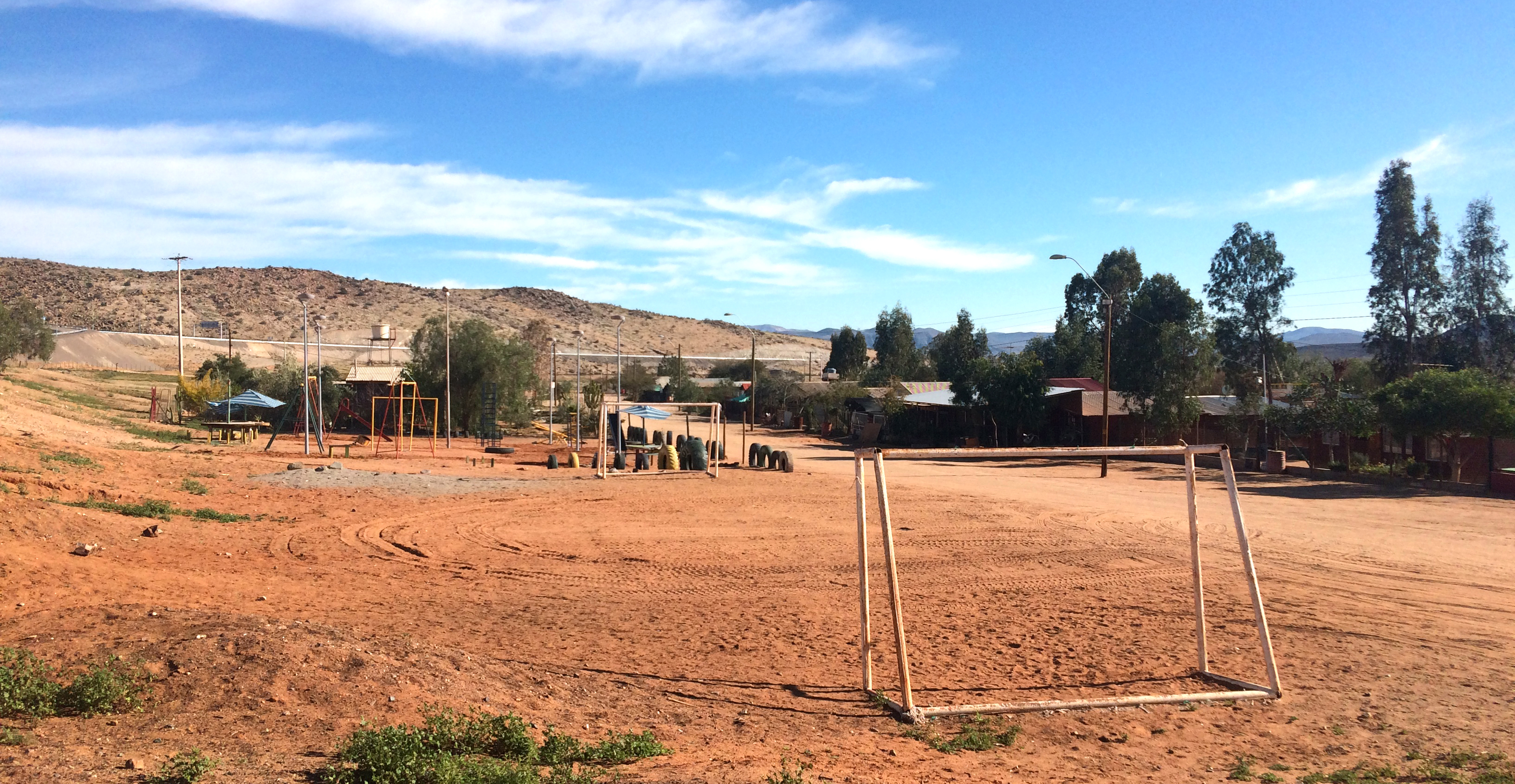
Lugar de esparcimiento y recreación.

En los sectores cercanos al poblado se ubican el Observatorio La Silla, considerado emblema de ESO desde la década de 1960, y donde la organización opera dos de los telescopios ópticos de cuatro metros más productivos del mundo; y el Observatorio Las Campanas, ubicado a unos kilómetros más al norte de La Silla, en el límite entre las regiones de Atacama y Coquimbo.
Además, es posible acceder a distintos sectores en los cuales se pueden apreciar antiguos petroglifos y vestigios de actividad minera.

## Tradiciones

### Celebración de la Virgen de Lourdes

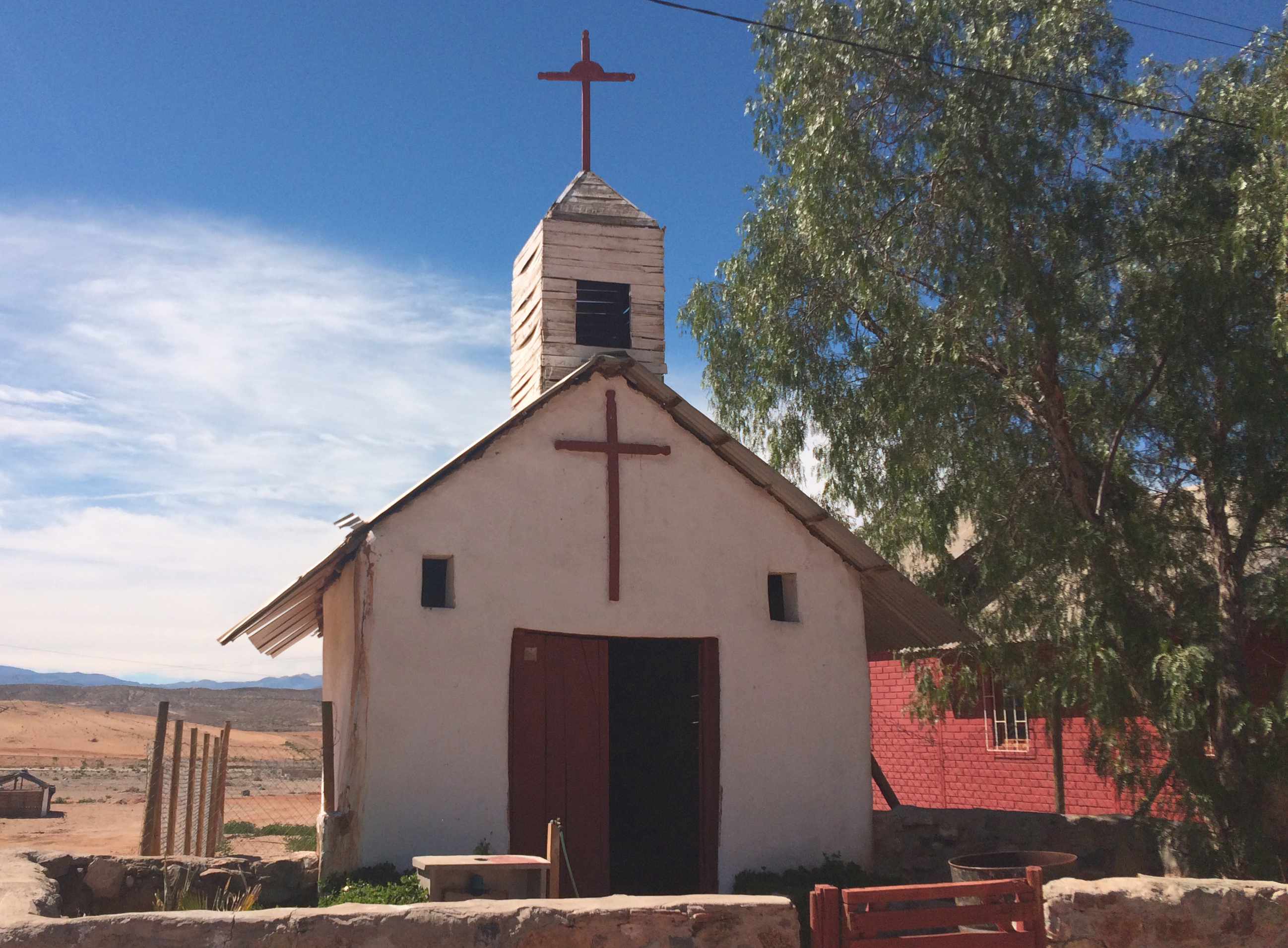
Iglesia de Cachiyuyo.

La Región de Atacama se caracteriza por sus numerosas festividades religiosas, que se estiman en más de treinta, con alrededor de sesenta «bailes de promeseros». De esta forma los fieles demuestran su fe y entusiasmo popular por sus creencias.
Entre las festividades religiosas que se celebran en Cachiyuyo destaca la celebración de la Virgen de Lourdes en agosto, cuando distintos grupos de bailes religiosos de Vallenar, Domeyko, Santa Elena, Incahuasi y Los Canarios hacen gala de sus coloridas vestimentas y rítmicos acordes.

### Platos típicos
La gastronomía de la zona se basa en productos derivados del ganado caprino, siendo la preparación más tradicional el cabrito al jugo o asado. También destacan preparaciones como el queso de cabra asado y las empanadas de queso de cabra. Otro plato tradicional son las churrascas, preparadas sobre la base de harina y que se sirven para acompañar asados y pebres, entre otros.